# عبدالرحمن المصری (بازیکن فوتبال)
عبدالرحمن المصری (انگلیسی: Abdulrahman Al Masri) یک بازیکن فوتبال در پست مهاجم اهل سوریه است.

## باشگاهی
از باشگاه‌هایی که در آن بازی کرده‌است می‌توان به باشگاه فوتبال الکرامه سوریه اشاره کرد.